# فيورنزو ماغني
فيورنزو ماغني (بالإيطالية: Fiorenzo Magni)‏ (مواليد 07 ديسمبر 1920 - الوفاة 19 أكتوبر 2012) كان دراج إيطالي سابق في صنف سباق الدراجات على الطريق.

## سباقات أو مراحل فاز بها
- طواف فرنسا
- طواف إيطاليا

## روابط خارجية
- فيورنزو ماغني على موقع أرشيف الدراجات (الإنجليزية)
- فيورنزو ماغني على موقع إحصائيات الدراجات الإحترافية (الإنجليزية)
- فيورنزو ماغني على موقع CycleBase (الإنجليزية)
- فيورنزو ماغني على موقع أوليمبيديا (الإنجليزية)
- فيورنزو ماغني على موقع CONI honoured athlete website (الإيطالية)
- http://bikeraceinfo.com/oralhistory/magni.html